# Madonna Medici (Van der Weyden)
La Madonna Medici és una pintura a l'oli sobre taula de l'artista primitiu flamenc Rogier van der Weyden datat al voltant de 1460–1464 i exposat al Städel, de Frankfurt, Alemanya.
Se sap que l'obra va estar encarregada per la família Mèdici a Florència, com ho manifesta l'escut d'armes florentí amb un lliri vermell al centre de la part baixa del quadre. En el passat es creia que Rogier van der Weyden havia pintat l'obra en ruta a Florència durant un viatge a Roma durant el Jubileu de 1450, però la investigació tècnica ha demostrat que devia haver-la fet a Brussel·les. Els panells són de roure bàltic, com és costum als Països Baixos, mentre que a Itàlia es pintava principalment sobre fusta d'àlber. A més, l'anàlisi dels anells de creixement mostra que probablement l'obra no va ser creada abans de 1453, per tant, un temps després del suposat viatge a Itàlia, possiblement entre 1460–1464, el mateix període de L'enterrament de Crist, inspirada en Fra Angelico i que ara es troba als Uffizi.

## Descripció
Sobre un fons d'or, Van der Weyden va pintar un baldaquí folrat amb tela de domàs, sota el qual està la Verge amb el Nen lactant, Sant Pere, Sant Joan Baptista (sant patró de Florència), Sant Cosme (protector de la Casa Mèdici), i Sant Joan evangelista. Cosme està representat ficant una moneda en un bossa de mà penjant del seu cinturó, una referència de la seva llegenda, segons la qual havia acceptat una petita suma per una actuació mèdica, disgustant el seu germà Damià.
En primer pla hi ha una natura morta amb la típica atenció de l'artista pels detalls naturals. Al centre es troba una àmfora metàl·lica daurada, en la qual diversos lliris: els blancs simbolitzen la puresa de la Verge, mentre que els vermells són una altra referència a Florència. El lliri blanc del centre va ser pintat a partir del mateix dibuix de treball que el del Tríptic de l'Anunciació al Louvre, uns quinze anys més antic.